# Ivars d'Urgell
Ivars d'Urgell är en kommun i Spanien.   Den ligger i provinsen Província de Lleida och regionen Katalonien, i den östra delen av landet, 400 km öster om huvudstaden Madrid. Antalet invånare är 1 647. Arean är 24,3 kvadratkilometer. Ivars d'Urgell gränsar till Barbens, Tornabous, Bellpuig, La Fuliola, Penelles, Castellnou de Seana, Vila-sana och Linyola. 
Terrängen i Ivars d'Urgell är platt.